# Никольский, Всеволод Дмитриевич
Всеволод Дмитриевич Никольский (1896—1969) — химик, специалист в области разработки части технологического процесса металлургии. Участник атомного проекта. Руководитель радиохимической группы Всесоюзного электротехнического института. Доктор химических наук, дважды лауреат Сталинской премии, лауреат Ленинской премии, награждён двумя орденами Ленина.

## Биография
Всеволод Никольский родился в 1896 году, в 1930 году стал выпускником химического факультета МГУ.
После выпуска работал на московском Заводе редких элементов (в 1936 реорганизован в московский Комбинат твёрдых сплавов, позже — в Гиредмете.
В 1944 году НКВД приняло решение создать многопрофильный институт советского атомного проекта под названием «Инспецмет НКВД», который позже стал именоваться НИИ-9 (современный ВНИИНМ им. академика А. А. Бочвара).
Решение правительства было выпущено в виде постановления ГКО № 7102 от 8 декабря 1944 года «О мероприятиях по обеспечению развития добычи и переработки урановых руд», в котором было указано на необходимость создания института.
ГКО СССР предписывало в пятнадцатидневный срок «предоставить предложения по организации Инспецмета».
Техническое задание на проектирование института было составлено к началу 1945 года сотрудниками Гиредмета З. В. Ершовой, В. Д. Никольским и Н. С. Повицким.
В 1946 году Никольский переведён в НИИ-9 на должность старшего научного сотрудника по специальности химик-технолог, перед ним была поставлена задача создания химической технологии производства оружейного плутония.
В 1947 году защитил диссертацию, ему была присуждена учёная степень кандидата химических наук.
С 1948 года в составе бригады НИИ-9 откомандирован на завод химического комбината «Маяк».
В. Д. Никольский был старшим группы химиков-технологов, а также занимался разработкой технологии аффинажа для получения чистого плутония в промышленных количествах.
Он предложил использовать пероксидный метод очистки плутония от примесей и получения из пероксида диоксида плутония, и сам руководил этим процессом.
Первое применение технологии произошло в ночь на 26 февраля 1949 года, когда со смежного производства начал поступать азотнокислый раствор плутония, работами руководили директор завода З. П. Лысенко и главный инженер базы 10 Е. П. Славский.
За научные разработки отвечал коллектив сотрудников коллектив опытно-промышленного производства, которым руководили академики А. А. Бочвар, И. И. Черняев, доктора наук А. Н. Вольский, А. С. Займовский, А. Д. Гельман и В. Д. Никольский.
После решения задачи получения плутония на комбинате В. Д. Никольскому было поручено решение задач переработки шлаков, оксалатных маточников, оставшихся после получения плутония.
В 1949 году, после успешного испытания РДС-1 был награждён орденом Ленина и Сталинской премией «за большие достижения в научно-исследовательской, производственной работе и за выполнение Правительственного задания».
С 1950 года снова работал во ВНИИНМ, в 1953 году защитил докторскую диссертацию, был награждён орденом Трудового Красного Знамени «за выполнение ответственной работы».
Всеволод Дмитриевич Никольский скончался в 1969 году.